# Now That's What I Call Music! 49 (série dos Estados Unidos)
Now That's What I Call Music! 49 é quadragésima nona edição da série Now That's What I Call Music!, lançada a 4 de Fevereiro de 2014 através da Universal Music Group. O disco estreou na primeira posição da tabela musical Billboard 200, com 98 mil unidades vendidas na semana de estreia.